# Don't Try This at Home (Spock's Beard)
Don't Try This at Home è un album dal vivo del gruppo rock progressivo statunitense Spock's Beard, registrato nei Paesi Bassi nel 1999 e pubblicato nel 2000. È stato distribuito da Metal Blade Records/Radiant Records negli Stati Uniti, e da Inside Out Music in Europa.

## Descrizione

### Il concerto
I brani vennero registrati dal vivo durante il Day for night Tour performato negli Stati Uniti e in Europa, nel concerto del 28 settembre 1999 all'auditorium 013 di Tilburg nei Paesi Bassi. L'inizio del concerto, programmato per le 20, fu ritardato da un inconveniente: i tecnici scoprirono all'ultimo momento che avevano ricevuto dei nastri vergini e non ancora formattati, per cui dovettero procedere alla formattazione.
Durante la lunga e imprevista attesa, i musicisti salirono sul palco per intrattenere il pubblico performando tre brani acustici: la suite Suite: Judy Blue Eyes di Crosby, Stills & Nash, Nowhere Man dei Beatles, e la loro The Distance to the Sun (tratta dall'ultimo album in studio Day for Night).
Infine, dopo quasi due ore di ritardo, alle 21:45 tornarono per dare inizio allo spettacolo. Questa è la scaletta dei brani che vennero eseguiti, inclusi i tre acustici fuori programma:
1. Suite: Judy Blue Eyes (versione acustica) (Crosby, Stills & Nash)
2. Nowhere Man (versione acustica) (The Beatles)
3. Distance to the Sun (versione acustica)
4. Day for Night
5. In The Mouth of Madeness
6. Skin
7. Gibberish
8. Go the Way you Go
9. Acoustic Duet Al & Neil
10. June
11. Redneck Song (Randy Newman)
12. Horizons (snippet) (cover di un estratto dal brano originale) (Genesis)
13. With a Little Help from My Friends (versione di Joe Cocker) (The Beatles)
14. The Healing Colours of Sound
15. Ryo's solo
16. The Doorway
17. The Light (intro di With a Little Help from My Friends)
18. Squonk (Genesis)
19. Waste Away

### La copertina
L'artwork dell'album è stato realizzato dal designer grafico tedesco Thomas Ewerhard, autore di altri lavori per il gruppo statunitense.

## Tracce
Il compact disc contiene solo materiale scritto dagli Spock's Beard: tre brani (Day For Night, Skin, Gibberish) e la suite The Healing Colors Of Sound tratti da Day for Night del 1999, e due (In the Mouth of Madness, June) dal precedente lavoro in studio The Kindness of Strangers del 1998.

### CD
1. Day For Night – 8:03
2. In the Mouth of Madness – 5:06
3. Skin – 3:54
4. Gibberish – 4:48
5. June – 7:11
6. The Healing Colors Of Sound – 20:00

Durata totale: 49:02

### DVD
Da quella esibizione è stato tratto anche il materiale per il primo disco del doppio DVD Don't Try This At Home - Live In Holland & The Making Of V, pubblicato nel 2002.

## Formazione
- Neal Morse – voce, pianoforte, chitarra
- Alan Morse – chitarra elettrica, cori
- Dave Meros – basso, cori
- Ryo Okumoto – organo Hammond, mellotron
- Nick D'Virgilio – batteria, percussioni, cori